# Kent Nielsen
Kent Nielsen (Frederiksberg, Dinamarca, 21 de diciembre de 1961) es un exfutbolista y actual entrenador danés, que jugaba de defensa y militó en diversos clubes de Dinamarca e Inglaterra. Actualmente se desempeña como entrenador del Silkeborg IF de su país.

## Selección nacional
Con la Selección de fútbol de Dinamarca, disputó 54 partidos internacionales y anotó solo 3 goles. Incluso participó con la selección danesa, en una sola edición de la Copa Mundial. La única participación de Nielsen en un mundial, fue en la edición de México 1986. donde su selección quedó eliminada, en los octavos de final de la cita de México. También participó en la Eurocopa de 1992, que se disputó en Suecia, donde su selección se coronó campeón, de manera sorpresiva.

### Participaciones en Copas del Mundo
| Mundial                        | Sede   | Resultado        |
| ------------------------------ | ------ | ---------------- |
| Copa Mundial de Fútbol de 1986 | México | Octavos de final |

### Participaciones en Eurocopa
| Eurocopa      | Sede   | Resultado |
| ------------- | ------ | --------- |
| Eurocopa 1992 | Suecia | Campeón   |

## Clubes

### Como jugador
| Club        | País       | Año         |
| ----------- | ---------- | ----------- |
| Brønshøj BK | Dinamarca  | 1980 - 1986 |
| Brøndby IF  | Dinamarca  | 1987 - 1989 |
| Aston Villa | Inglaterra | 1989 - 1991 |
| Aarhus GF   | Dinamarca  | 1992 - 1994 |

### Como entrenador
| Club         | País      | Año           |
| ------------ | --------- | ------------- |
| Aarhus GF    | Dinamarca | 2000          |
| AC Horsens   | Dinamarca | 2001 - 2008   |
| Brøndby IF   | Dinamarca | 2009-2010     |
| Aalborg BK   | Dinamarca | 2010-2015     |
| Odense BK    | Dinamarca | 2015-2018     |
| Silkeborg IF | Dinamarca | 2019-presente |